# Vizcondado de Tuy
El vizcondado de Tuy es un título nobiliario español creado el 25 de julio de 1473 por el rey Enrique IV de Castilla, a favor de Pedro Álvarez de Sotomayor y Zúñiga, alias Pedro Madruga, I conde de Caminha, en Portugal y mariscal de Bayona.
El título fue rehabilitado por el rey Alfonso XIII de España, a favor de Diego del Alcázar y Guzmán, como II vizconde de Tuy.

## Denominación
Su denominación hace referencia a la localidad de Tuy, provincia de Pontevedra.

## Vizcondes de Tuy
|                               | Titular                              | Periodo                 |
| Creación por Enrique IV       | Creación por Enrique IV              | Creación por Enrique IV |
| ----------------------------- | ------------------------------------ | ----------------------- |
| I                             | Pedro Álvarez de Sotomayor           | 1473-1486               |
| Rehabilitado por Alfonso XIII |                                      |                         |
| II                            | Diego del Alcázar y Guzmán           | 1921-1940               |
| III                           | Pedro del Alcázar y Caro             | 1949-1996               |
| IV                            | Juan Pedro del Alcázar y Gómez-Acebo | 1996-2017               |
| V                             | Philip Jaime del Alcázar y Kern      | 2017-actual titular     |

## Historia de los vizcondes de Tuy

Escudo de Tuy (Pontevedra)

- Pedro Álvarez de Sotomayor y Zúñiga, alias Pedro Madruga (m. Alba de Tormes 1486), I vizconde de Tuy, I conde de Camiña, en Portugal y señor de Crecente.[1] Era hijo bastardo de Álvaro Páez de Sotomayor, señor de la casa de Sotomayor. Después de su muerte, los Reyes Católicos declararon nulo el título debido a que la ciudad pertenecía a la iglesia episcopal de Tuy.[1]

Rehabilitado en 1921 por
- Diego del Alcázar Guzmán y Vera de Aragón (1849-1940), II vizconde de Tuy, XII conde de Villamediana,[2] VII marqués de Peñafuente,[2] V conde de los Acevedos,[2] VI conde del Sacro Romano Imperio y gentilhombre de cámara con ejercicio del rey Alfonso XIII.[2]

Casó el 25 de mayo de 1876, en París, con María del Carmen Roca de Togores y Aguirre-Solarte. Le sucedió, de su hijo Diego del Alcázar y Roca de Togores (1882-1969), XIII conde de Villamediana, VIII marqués de Peñafuente, VIII conde del Sacro Romano Imperio, XIV conde de Añover de Tormes, y de su esposa María de la Piedad Caro y Martínez de Irujo, I duquesa de Santo Buono, VIII marquesa de la Romana, el hijo de ambos, por tanto su nieto:
- Pedro del Alcázar y Caro (12 de agosto de 1928-12 de noviembre de 1996), III vizconde de Tuy y II duque de Santo Buono.[4]

Casó el 12 de diciembre de 1951 con María de la Piedad Gómez-Acebo y Silvela. Le sucedió su hijo:
- Juan Pedro del Alcázar y Gómez-Acebo (n.16 de febrero de 1956), IV vizconde de Tuy y III duque de Santo Buono.[4]

Casó en primeras nupcias con la súbdita austriaca Sabine Margarita Kern Merkens de quien se divorció. Contrajo un segundo matrimonio con María del Pilar Orquín y Cedenilla. Le sucedió por cesión del título en 2017 el hijo de su primer matrimonio:
- Philip Jaime del Alcázar y Kern (n. Viena, 20 de agosto de 1984), V vizconde de Tuy.[5]